# Páteční dítě
Páteční dítě (v anglickém originále Friday's Child) je jedenáctý díl druhé řady seriálu Star Trek. Premiéra epizody proběhla 1. prosince 1967.

## Příběh
Hvězdného data 3497.2 kosmická loď USS Enterprise NCC-1701 pod vedením kapitána Jamese Tiberius Kirka doráží na orbitu planety Capella IV, kde má Spojená federace planet enormní zájem o práva těžby, které ale musí udělit tamní civilizace Capellanů. Dr. Leonard McCoy na setkání před výsadkem vysvětluje, že jde o bojovný národ válečníků, kteří jsou proslulí svou hrdostí, pravidly, čestností ale také možnou nebezpečností. Počítá se s tím, že o těžbu mají zájem také Klingoni, kteří mohou být v dosahu.
Ve výsadku je kapitán Kirk, první důstojník Spock, doktor McCoy a jeden člen bezpečnosti. Když se výsadek setkává s Capellany, zjišťuje že na místě už je před nimi jeden Klingon, velitel Kras. Člen ostrahy vytáhne zbraň a je okamžitě zabit capellanskou ostrahou. Kirk a jeho lidé postupně přicházejí na to, že Kras přemluvil dva muže kmene, aby mu naslouchal, zatímco Teer (obdoba náčelníka) bere v potaz, že Federace zažádala o práva těžby jako první. Výsadek musí odevzdat své zbraně a komunikátory, aby mohl vstoupit do tábora. V táboře je i žena Teera Eleen , která je těhotná a McCoy vysvětluje, že se jí nikdo nesmí dotknout, jinak je Capellané budou chtít zabít. Roztržky v kmeni vyústí v noční zavraždění Teera a na jeho místo se usadí zastánce Klingonů. Když nový Teer chce zabít ženu předchozího vládce, Kirk se jí zastane a je tak předurčen na smrt. Daří se mu však s ostatními včetně vzpupné Eleen utéci z tábora. Jsou pronásledováni a Eleen navíc již brzy porodí. Stále se drží zásady, že se jí nesmí nikdo dotknout a i McCoyovi nejprve uštědří dvě facky, než jí jednu vrátí a už jí může vyšetřovat. Enterprise pod vedením Scottyho musela opustit orbitu planety na základě nouzového volání a nemůže tak transportovat výsadek zpět. Schovají se v jeskyni, kde Eleen porodí dítě. Protože Eleen dítě nemá ráda, snaží se jí McCoy vysvětlit, že má opakovat dokola „Je to moje dítě.“, aby si to vsugerovala. Špatně to pochopí a od toho momentu dítě označuje za McCoyovo nebo jejich společné. Když později McCoy usne v jeskyni, Eleen jej přetáhne kamenem a uteče bez dítěte.
Enterprise mezitím nemůže najít žádné trosečníky nebo loď, která by vyslala nouzové volání. Scottymu došlo, že šlo patrně o léčku, jak je odlákat od planety a později dává rozkaz k plné rychlosti zpět. Cestou však naráží na klingonskou bojovou loď, která se jim záměrně staví do cesty. Eleen mezitím doráží k výpravě Maaba, jakožto nového Teera kmene. Tvrdí jim, že dítě je mrtvé a pozemšťané zrovna tak a je ochotna přijmout svůj osud. Kras jí však nevěří a staví se proti Capellanům s tím, že chce vidět jejich těla. V tu chvíli se spouští přestřelka mezi příchozím Kirkem, Krasem a Capellany. Maab se pak obětuje, aby byl Klingon zneškodněn.
Když doráží Scotty s Enterprise je už po všem, ale nikdo stále nechápe, proč Eleen tvrdí, že dítě patří McCoyovi. V závěru kapitán Kirk dává rozkaz ohlásit, že práva na těžbu jsou podložena smlouvou a Federace bude mít nakloněného vládce Capellanů, který se jmenuje Leonard James Akaar. Pan Spock konstatuje, že teď s kapitánem a vrchním lékařem bude měsíc k nevydržení.